# Angelika Schröder
Angelika Schröder (* 20. Februar 1955 in Herford) ist eine deutsche Autorin.

## Leben
Schröder studierte zunächst in Siegen Pädagogik, anschließend in Köln und München Völkerkunde. Bei Aufenthalten in Asien schrieb sie für verschiedene Zeitungen Reiseberichte. Sie arbeitet hauptberuflich als Grundschullehrerin in Hagen im Sauerland und begann neben ihrem Beruf in den 1990ern wieder zu schreiben. 2004 veröffentlichte sie ihren ersten Krimi.
Schröder ist Mitglied im Syndikat, im Autorenkreis Ruhr-Mark, in der Christine-Koch-Gesellschaft und im VS.

## Auszeichnungen
- 2005: Alfred-Müller-Felsenburg-Preis für aufrechte Literatur
- 2005: Krimipreis der Stadt Singen für den Kurzkrimi „Ein Investor für Meßkirch“[3]

## Werke
Monografien
- Mordsliebe. Kriminalroman. Gmeiner, Meßkirch 2004, ISBN 3-89977-616-X.
- Mordswut. Kriminalroman. Gmeiner, Meßkirch 2005, ISBN 3-89977-628-3.
- Mordsgier. Kriminalroman. Gmeiner, Meßkirch 2006, ISBN 3-89977-696-8.
- Böses Karma. Roman. Blitz, Windeck 2012, ISBN 978-3-89840-015-2.
- Ein harmloser Fall. Roman. Blitz, Windeck 2013, ISBN 978-3-89840-384-9.

Beiträge in Anthologien
- Ein ganz besonderer Tag. In: Waltraud Weiß (Hrsg.): … denn jeder Tag ist nunmehr mein Tag. Wort und Mensch, Köln 1999, ISBN 3-9802860-9-6.
- Ausgleichende Gerechtigkeit. In: Elmar Ferber (Hrsg.): Liebe, Lust und Leichen. Ferber und Partner, Köln 1999, ISBN 3-931918-00-9.
- Mörderische Nächstenliebe und Ein perfekter Mord, beide in: Roland Wolf (Hrsg.): Raffinierte Mordgeschichten. Turnshare, London 2002, ISBN 1-903343-12-7.
- Erbonkel leben gefährlich. in: Roter Klee und andere Kriminalgeschichten. Ulmer Manuskripte, Albeck bei Ulm 2002, ISBN 3-934869-02-5.
- Friesenbraten. In: Burkhard P. Bierschenck (Hrsg.): Die Axt im Haus. Kriminalgeschichten. Bookspot, München 2003, ISBN 3-9808109-9-2.
- Fernsehen bildet. In: Ludwig Klens (Hrsg.): Über Grenzen. Podszun, Brilon 2003, ISBN 3-86133-342-2.
- Ein Mord aus Mitgefühl. In: Missbrauch. Verlag Jens Neuling, Bruchköbel 2004, ISBN 3-936526-07-9.
- Autopanne um Mitternacht. In: Burkhard P. Bierschenck (Hrsg.): Mord zur besten Zeit. Bookspot, München 2004, ISBN 3-937357-05-X.